# Le Temps
A Le Temps (jelentése: "Idők") egy svájci francia nyelvű napilap. Az újság székhelye Lausanne-ben található, kiadója a Le Temps SA. Ez a legnagyobb, politikai pártoktól független svájci lap.

## Története
Első alkalommal 1998. március 18-án jelent meg, a Journal de Genève , a Gazette de Lausanne és a Le Nouveau Quotidien újságok egybeolvadásának eredményeképpen. 2010-ben az újságnak 130 tudósítója volt, többek között Bernben, Fribourgban, Genfben, Lausanne-ban, Neuchâtelben, Sionban és Zürichben.
Kiadója, a Le Temps SA tulajdonosa 82%-ban az ER Publishing volt, amelynek viszont ötven százaléka az Edipresse Group, ötven százaléka a Ringier Group tulajdonában van. A fennmaradó tizennyolc százalékos részesedés Claude Demole (7%), az alkalmazottak (6%) és a Le Monde újság (5%) tulajdonában van. 2014 óta a Le Temps 92,5%-ban a Ringier, 3% -ában Claude Demole, 2,4% -ában a Société des rédacteurs, és 2,1% -ban a Le Monde tulajdonában van.
Példányszáma alacsony: 2006-ban 45 970, 2013-ban 36 391 darabban jelent meg.

### Főszerkesztők
| Főszerkesztők         | Idő       |
| --------------------- | --------- |
| Eric Hoesli           | 1998–2002 |
| Jean-Jaques Roth      | 2002–2010 |
| Pierre Veya           | 2010–2015 |
| Stéphane Benoit-Gadet | 2015–     |